# Daniel Van Buyten
Daniel Van Buyten (sinh ngày 7 tháng 2 năm 1978 tại Chimay) là một cựu cầu thủ chuyên nghiệp người Bỉ, anh chơi ở vị trí trung vệ và trong trường hợp khẩn cấp anh cũng có thể sắm vai một tiền đạo.
Cha anh là Franz, là một đô vật nổi tiếng ở châu Âu trong khoảng năm 1960 đến năm 1980. Mẹ anh là Renate, là một người Đức. Sau khi mùa giải 2003-2004 kết thúc, Van Buyten đã được chuyển sang Manchester City theo 1 hợp đồng cho mượn ngắn hạn, nhưng anh không có đủ thời gian để chơi bóng đá ở Anh.Tháng Sáu năm 2006, Bayern Munich loan báo rằng đã mua được Van Buyten từ câu lạc bộ Hamburg, hợp đồng của anh kéo dài đến năm 2009/2010.
Sau khi World Cup 2014 kết thúc, anh chính thức tuyên bố kết thúc sự nghiệp thi đấu quốc tế sau 28 năm thi đấu chuyên nghiệp.

## Bảng thống kê sự nghiệp thi đấu
| Câu lạc bộ          | Mùa giải | Giải ngoại hạng | Giải ngoại hạng | Cup    | Cup       | Champion League | Champion League | Tổng Cộng | Tổng Cộng |
| Câu lạc bộ          | Mùa giải | Ra sân          | Bàn thắng       | Ra sân | Bàn thắng | Ra sân          | Bàn thắng       | Ra sân    | Bàn thắng |
| ------------------- | -------- | --------------- | --------------- | ------ | --------- | --------------- | --------------- | --------- | --------- |
| Bayern Munich       | 09–10    | 21              | 6               | 3      | 2         | 5               | 1               | 29        | 9         |
| Bayern Munich       | 08–09    | 18              | 3               | 2      | 0         | 5               | 1               | 25        | 4         |
| Bayern Munich       | 07–08    | 19              | 1               | 4      | 1         | 3               | 1               | 26        | 3         |
| Bayern Munich       | 06–07    | 31              | 3               | 3      | 0         | 10              | 2               | 44        | 5         |
| Tổng Cộng           |          | 89              | 13              | 12     | 3         | 23              | 5               | 124       | 21        |
| Hamburg             | 05–06    | 27              | 2               | 3      | 1         | 15              | 2               | 45        | 5         |
| Hamburg             | 04–05    | 34              | 5               | 1      | 0         | 4               | 0               | 39        | 5         |
| Tổng Cộng           |          | 61              | 7               | 4      | 1         | 19              | 2               | 84        | 10        |
| Manchester City     | 03–04    | 5               | 0               | 1      | 0         | 0               | 0               | 6         | 0         |
| Tổng Cộng           |          | 5               | 0               | 1      | 0         | 0               | 0               | 6         | 0         |
| Olympique Marseille | 03–04    | 18              | 2               | ?      | ?         | ?               | ?               | 18        | 2         |
| Olympique Marseille | 02–03    | 35              | 8               | ?      | ?         | ?               | ?               | 35        | 8         |
| Olympique Marseille | 01–02    | 23              | 2               | ?      | ?         | ?               | ?               | 23        | 2         |
| Tổng Cộng           |          | 76              | 12              | ?      | ?         | ?               | ?               | 76        | 12        |
| Standard Liège      | 00–01    | 29              | 4               | ?      | ?         | ?               | ?               | 29        | 4         |
| Standard Liège      | 99–00    | 28              | 3               | ?      | ?         | ?               | ?               | 28        | 3         |
| Tổng Cộng           |          | 57              | 7               | ?      | ?         | ?               | ?               | 57        | 7         |
| Charleroi           | 98–99    | 19              | 1               | ?      | ?         | ?               | ?               | 19        | 1         |
| Total               |          | 19              | 1               | ?      | ?         | ?               | ?               | 19        | 1         |
| Tổng Cộng           |          | 307             | 40              | 17     | 4         | 42              | 7               | 366       | 51        |

## Bàn thắng quốc tế
| 1.                                   | 24 tháng 3 năm 2001  | Hampden Park, Glasgow, Scotland                    | Scotland   | 2–2 | 2–2 | Vòng loại World Cup 2002 |
| 2.                                   | 30 tháng 3 năm 2005  | Sân vận động Olimpico, Serravalle, San Marino      | San Marino | 2–1 | 2–1 | Vòng loại World Cup 2006 |
| 3.                                   | 7 tháng 9 năm 2005   | Sân vận động Olympisch, Antwerp, Bỉ                | San Marino | 8–0 | 8–0 | Vòng loại World Cup 2006 |
| 4.                                   | 6 tháng 9 năm 2006   | Sân vận động Hanrapetakan, Yerevan, Armenia        | Armenia    | 1–0 | 1–0 | Vòng loại Euro 2008      |
| 5.                                   | 11 tháng 2 năm 2009  | Cristal Arena, Genk, Bỉ                            | Slovenia   | 1–0 | 2–0 | Giao hữu                 |
| 6.                                   | 11 tháng 2 năm 2009  | Cristal Arena, Genk, Bỉ                            | Slovenia   | 2–0 | 2–0 | Giao hữu                 |
| 7.                                   | 9 tháng 9 năm 2009   | Sân vận động Hanrapetakan, Yerevan, Armenia        | Armenia    | 1–2 | 1–2 | Vòng loại World Cup 2010 |
| 8.                                   | 7 tháng 9 năm 2010   | Sân vận động Şükrü Saracoğlu, Istanbul, Thổ Nhĩ Kỳ | Thổ Nhĩ Kỳ | 1–0 | 2–3 | Vòng loại Euro 2012      |
| 9.                                   | 7 tháng 9 năm 2010   | Sân vận động Şükrü Saracoğlu, Istanbul, Thổ Nhĩ Kỳ | Thổ Nhĩ Kỳ | 2–2 | 2–3 | Vòng loại Euro 2012      |
| 10.                                  | 11 tháng 11 năm 2011 | Sân vận động Maurice Dufrasne, Liège, Bỉ           | România    | 1–0 | 2–1 | Giao hữu                 |
| Thống kê đến ngày 2 tháng 6 năm 2014 |                      |                                                    |            |     |     |                          |